# Sjostedtiella fumipennis
Sjostedtiella fumipennis là một loài tò vò trong họ Ichneumonidae.